# Bisdom Waterford en Lismore
Het bisdom Waterford en Lismore (Latijn: Dioecesis Vaterfordiensis et Lismoriensis, Iers: Deoise Phort Láirge agus Leasa Móire) is een Iers rooms-katholiek bisdom. Het bisdom Waterford bestond sinds 1096. In 1363 werd het samengevoegd met het bisdom Lismore.
Het bisdom telt ongeveer 140.000 inwoners, grotendeels katholiek, ingedeeld in 45 parochies. Het bisdom strekt zich uit over het graafschap Waterford en delen van Tipperary en Cork. Het bisdom maakt deel uit van het aartsbisdom Cashel en Emly.

## Kathedraal

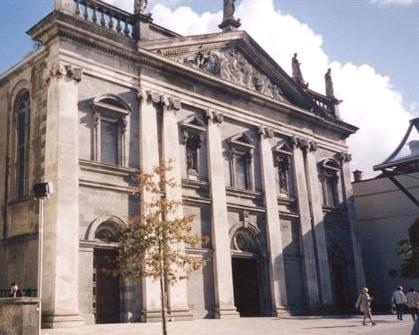
Kathedraal in Waterford

De kathedraal in Waterford werd gebouwd in 1793 en is daarmee de oudste van de huidige kathedralen van de katholieke kerk in Ierland. Het gebouw, gewijd aan de Heilige Drievuldigheid, werd ontworpen door de plaatselijke architect John Roberts.

## Parochies
- County Waterford:
Abbeyside, Aglish, Ballyduff Upper, Butlerstown, Cappoquin, Carrickbeg, Clashmore, Dungarvan, Dunhill, Kilgobinet, Killea, Kilrossanty, Knockanore, Lismore, Modeligo, Newtown, Portlaw, Rathgormack, Ring, Stradbally, Tallow,Touraneena, Tramore, Ardmore
- Waterford City:
The Cathedral ( The Trinity Within and St. Patrick's), Ballybricken, Holy Family, Sacred Heart, St. John's, St. Joseph & St. Benildus, and St. Mary's, St. Paul's, St. Saviour's
- County Tipperary:
Ardfinnan, Ballylooby, Ballyneale, Ballyporeen, Cahir, Carrick-on-Suir, Clogheen, Kilsheelan, Newcastle & Fourmilewater, Powerstown
- Clonmel:
SS. Peter & Paul, St. Mary's, St. Oliver Plunkett